# زغبة بلوشية
زغبة بلوشية (الاسم العلمي: Dryomys niethammeri) (بالإنجليزية: Niethammer’s Forest Dormouse)‏ هي نوع من الحيوانات تتبع جنس الزغبة الحرجية من فصيلة الزغبات.